# SERPINB4
SERPINB4‏ (Serpin family B member 4) هوَ بروتين يُشَفر بواسطة جين SERPINB4 في الإنسان.